# Gabriel Filipczak (inżynier)
Gabriel Filipczak (ur. 3 czerwca 1949 w Opolu) – polski inżynier, mechanik, specjalizujący się w inżynierii chemicznej, aparaturze procesowej, inżynierii procesowej oraz inżynierii procesów wielofazowych; nauczyciel akademicki związany z Politechniką Opolską.

## Życiorys
Urodził się w 1949 roku w Opolu, dokąd jego rodzina przeniosła się po zakończeniu II wojny światowej. Uczęszczał tam kolejno do szkoły podstawowej oraz szkoły średniej. W 1969 roku rozpoczął studia na Wydziale Energetyczno-Mechanicznym Politechniki Wrocławskiej, które ukończył w 1974 roku, zdobywając dyplomy magistra inżyniera. Następnie kontynuował studia doktoranckie na macierzystej uczelni, uzyskując w 1979 na Wydziale Chemicznym Politechniki Wrocławskiej tytuł naukowy doktora nauk technicznych w zakresie inżynierii chemicznej. Rok wcześniej zatrudnił się jako asystent, a następnie adiunkt w Wyższej Szkole Inżynieryjnej (od 1996 roku Politechnika Opolska), z którą związał całe swoje życie zawodowe. W 2008 roku otrzymał stopień naukowy doktora habilitowanego nauk technicznych w zakresie inżynierii chemicznej o specjalności inżynieria chemiczna i procesowa, na podstawie rozprawy pt. Teoretyczna i eksperymentalna ocena odparowania smoły w przepływie dwufazowym z parą wodną. W tym samym roku otrzymał stanowisko profesora nadzwyczajnego na Politechnice Opolskiej, gdzie pracuje w Katedrze Inżynierii Procesowej.
Na opolskiej politechnice pełnił wiele funkcji organizacyjnych. Był członkiem Komisji Senatu PO do spraw studenckich i dydaktycznych. Sprawował stanowisko prodziekana do spraw studenckich Wydziału Mechanicznego od 2005 do 2012 roku. Jest też opiekunem studenckiego koła naukowego „Skruber”. Za swoją działalność naukowo-dydaktyczną otrzymał liczne nagrody, w tym rektora Politechniki Opolskiej, Medal Komisji Edukacji Narodowej i Brązowy Krzyż Zasługi. Jest autorem około 110 publikacji naukowych, w tym 9 skryptów.